# ۶ سگ کوچک
۶ سگ کوچک یک ستاره است که در صورت فلکی سگ کوچک قرار دارد.